# Милоје Вељовић
Милоје Вељовић (3. март, 1962, Борике) је српски песник и професор математике и информатике из Републике Српске. Завршио је гимназију у Рогатици, Педагошку академију у Сарајеву на смеру математика - физика и Математички факултет у Београду. До сада је објавио шест збирки песама и две сатире. Добитник је многих међународних и домаћих награда. Од 1990. године живи у Београду. Ожењен је и отац је двоје деце. Члан је неколико књижевних клубова у Београду.

## Дела
- 'Песме' – песме (2005)
- 'На скутима немирног живота' - песме (2008)
- 'Клацкалица' - песме (2009)
- 'Чепркање по брлогу' - афоризми (2009)
- 'Уканџама рогобатне среће' - песме (2010)
- 'На перону станице звездане' - песме (2012)
- 'Све за љубав' – песме (2014)
- 'Од немила до нетрага' - сатира (2017)
- 'Свођење рачуна' - песме (2022)